# Taipa-Mangonui
Taipa-Mangonui, oder auch Taipa Bay-Mangonui genannt, ist der Name einer Kette von kleinen Küstenerholungsorten im Far North District der Region Northland auf der Nordinsel von Neuseeland.

## Geographie
Zu der Gruppe von Küstenorten gehören von West nach Ost, Taipa, Cable Bay, Cooper’s Beach und Mangōnui. Sie befinden sich rund 25 km nordöstlich von Kaitaia und rund 47 km nordwestlich von Kerikeri am südöstlichen Ende der Doubtless Bay. Die Orte erstrecken sich an der Küste über eine Länge von rund 6 km, wobei Mangōnui in den Mangōnui Harbour hineinreicht, an dessen Westseite der Ort liegt.

## Bevölkerung
Zum Zensus des Jahres 2013 zählte der Küstenstreifen 1662 Einwohner, 5,9 % mehr als zur Volkszählung im Jahr 2006.

## Bildungswesen
Das westlicher gelegene Taipa verfügt mit der Taipa Area School über eine Composit School mit den Jahrgangsstufen 1 bis 15. Im Jahr 2014 besuchten 287 Schüler die Schule. Hingegen verfügt das östlichere Mangōnui mit der Mangonui School über eine Grundschule mit den Jahrgangsstufen 1 bis 8. Im Jahr 2017 besuchten 158 Schüler die Schule.

## Fotogalerie

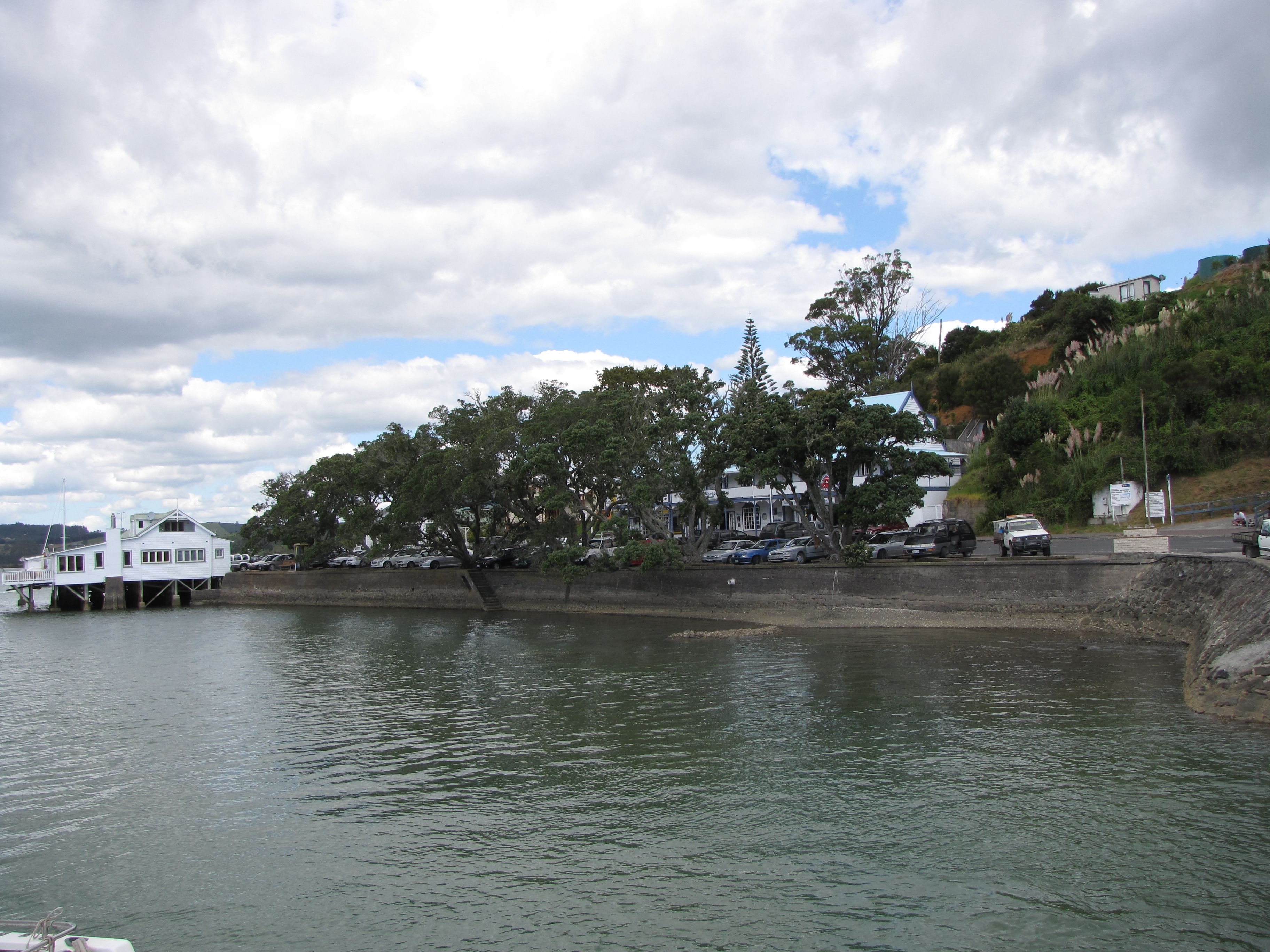
Küste in Mangonui
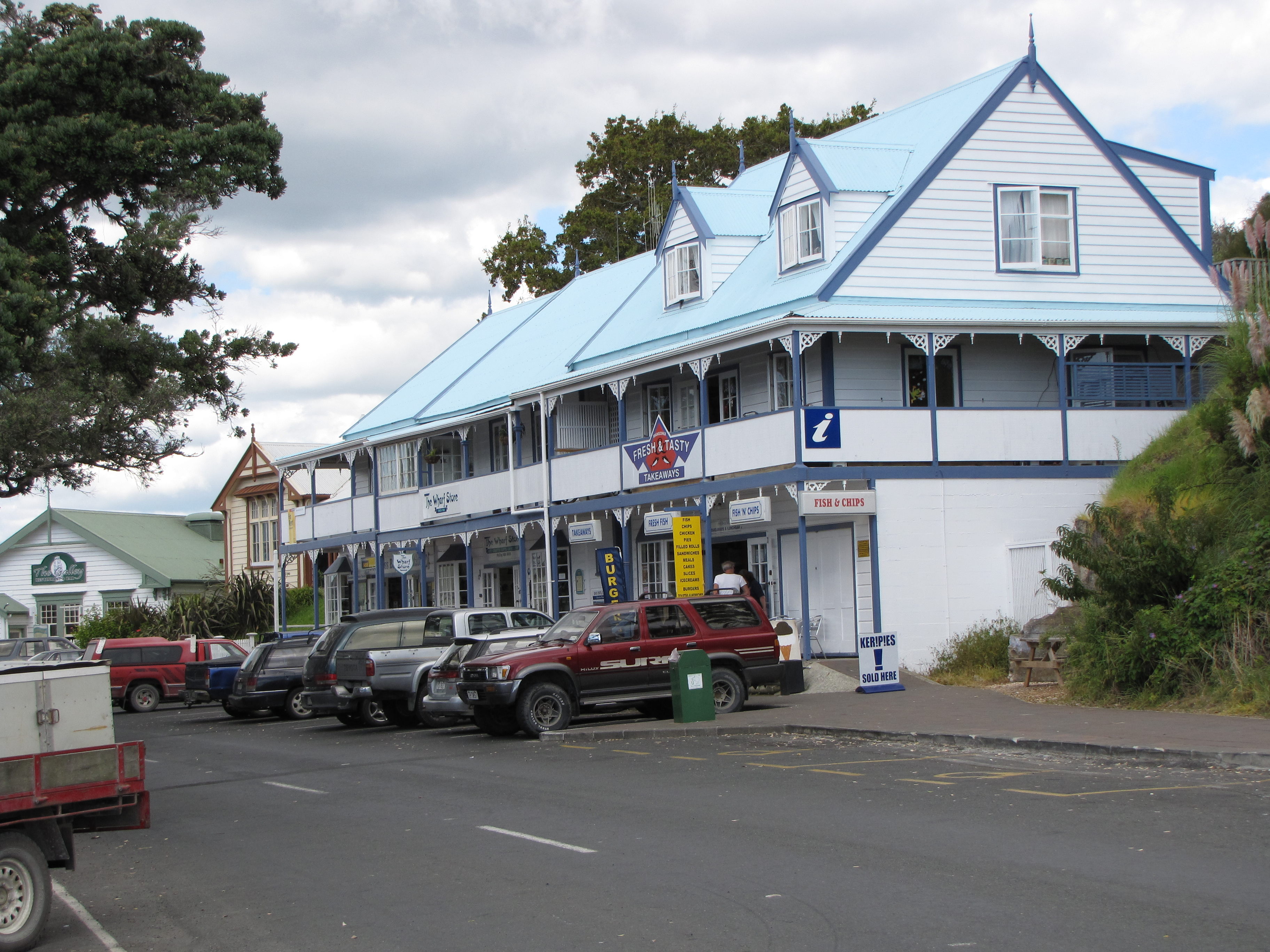
Mangonui
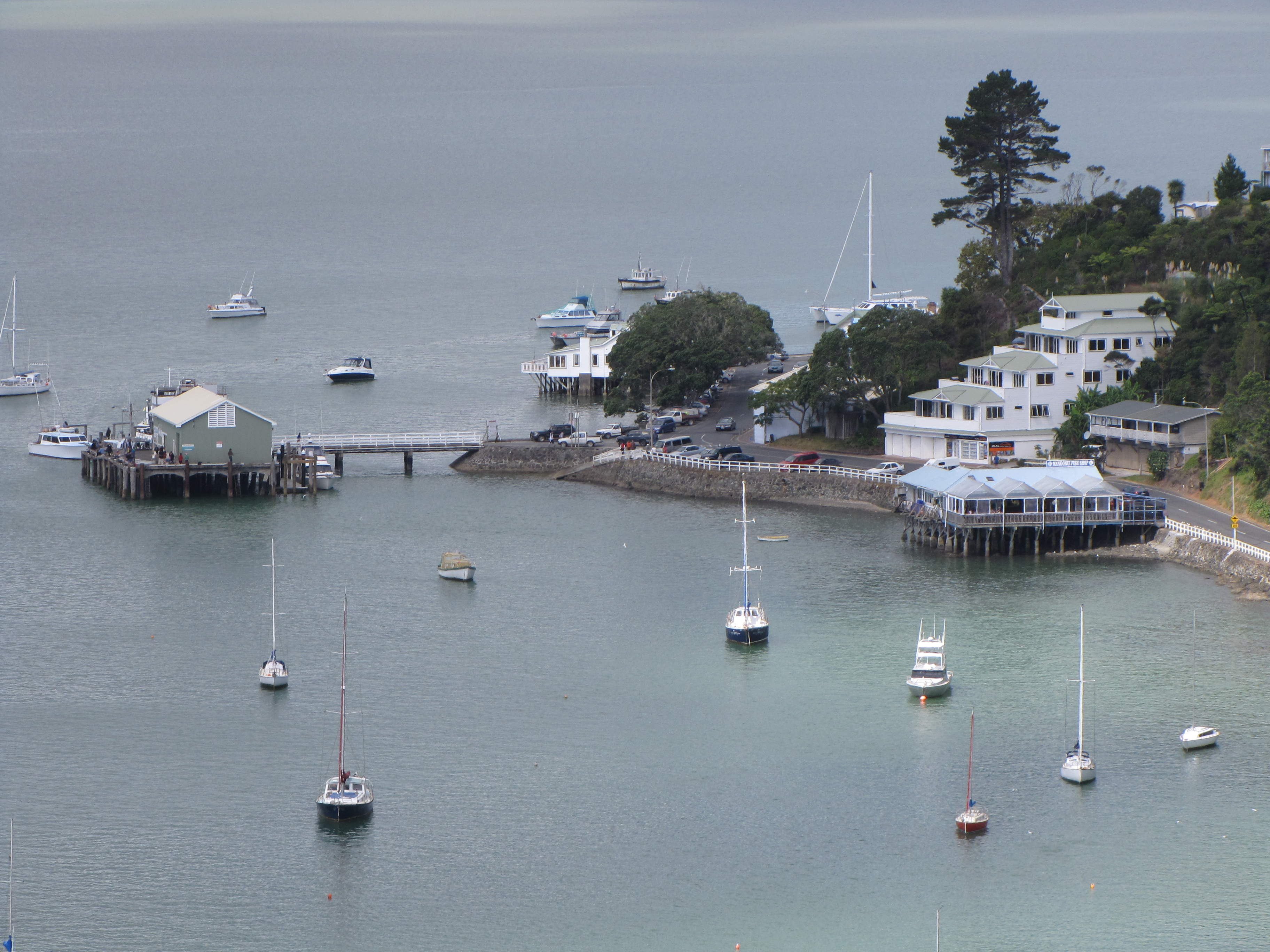
Küste in Mangonui
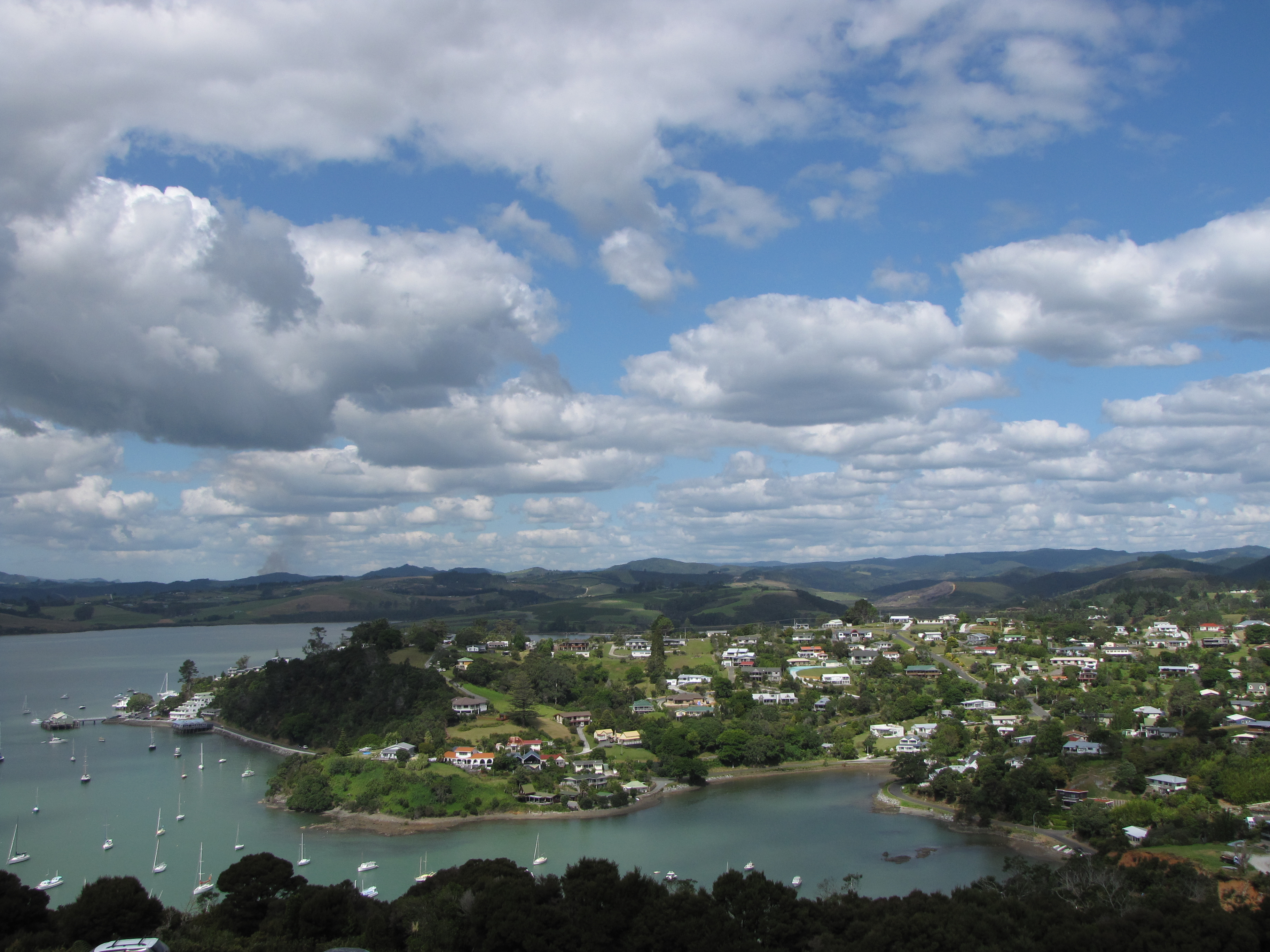
Dichte Wohnbebauung um Mangonui